# Драфт НБА 1950 года
Драфт НБА 1950 года стал 4 ежегодным драфтом Национальной баскетбольной ассоциации. Этот драфт стал первым после того, как Баскетбольная ассоциация Америки была переименована в НБА. Драфт проходил 25 апреля 1950 года перед началом сезона 1950/51. Во время драфта двенадцать оставшихся в НБА команд выбирали игроков из колледжей США. Игрок, отучившийся 4 года в университете допускался к участию в драфте. Если игрок покинул университет не доучившись, то он мог участвовать в драфте только тогда, когда его университетский выпуск закончит обучение. Драфт состоял из 12 раундов и во время него было выбрано 121 игрок. В драфте участвовал клуб «Чикаго Стэгс», однако перед началом сезона он обанкротился и не принимал участие в чемпионате .
Чак Шейр из университета Боулинг Грин стал первым выбором на общем драфте. Пол Аризин из университета Вилланова был выбран перед драфтом клубом «Филадельфия Уорриорз» как территориальный выбор. Впоследствии, четыре выбора на драфте — Аризин, Боб Коузи, Джордж Ярдли и Билл Шерман будут избраны в Зал славы баскетбола.
Чак Купер, двенадцатый выбор драфта, и Эрл Ллойд, выбранный под 100 номером, стали первыми афроамериканцами, задрафтованными клубами НБА. Ллойд стал первым афроамериканцем, сыгравшим в матче НБА. Его дебют на площадке состоялся 31 октября 1950 года
.

## Драфт

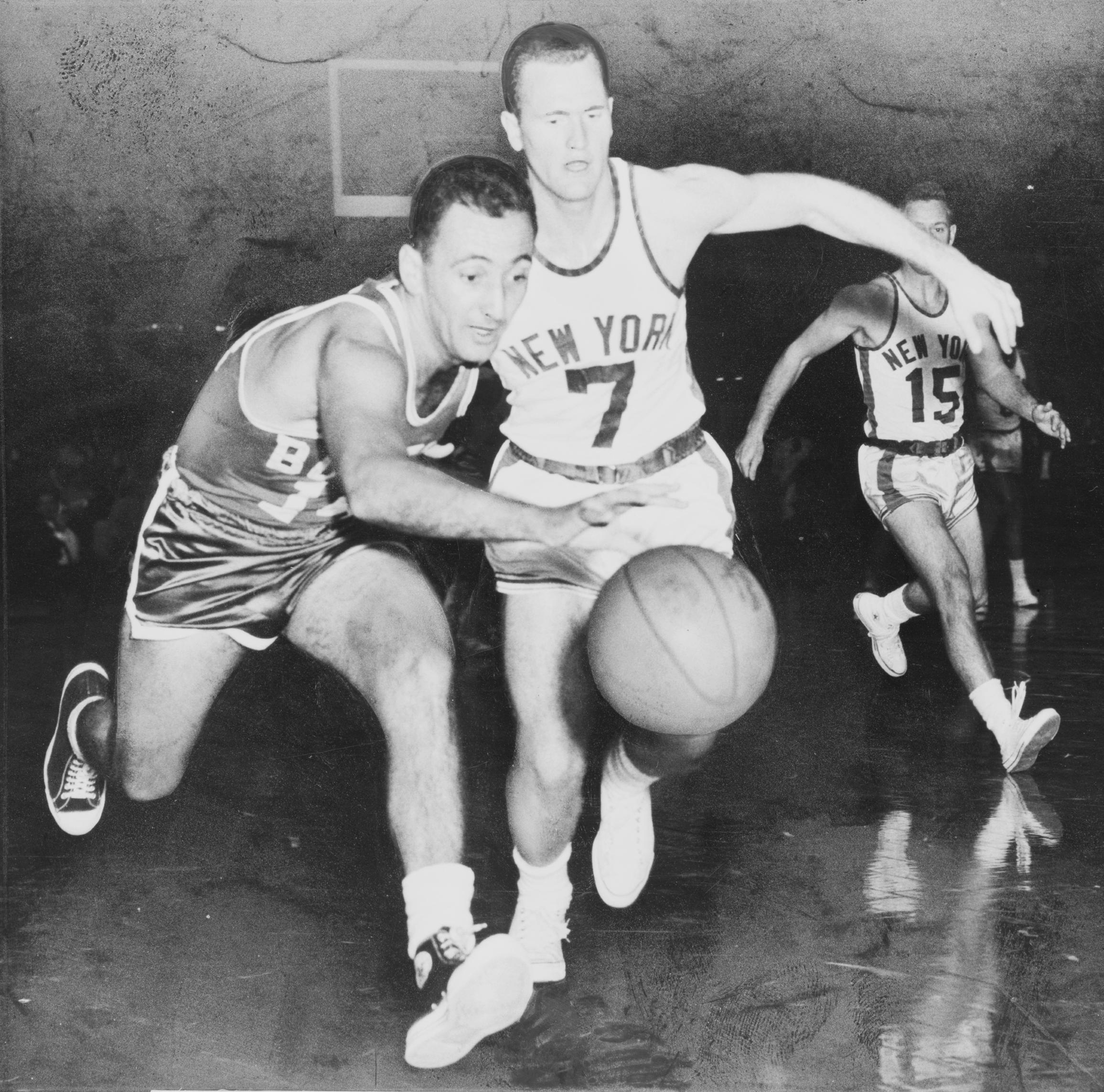
Боб Коузи (слева) был выбран под общим третьим номером.

| Раунд | Выбор | Игрок             | Позиция | Гражданство | Команда                | Университет       |
| ----- | ----- | ----------------- | ------- | ----------- | ---------------------- | ----------------- |
| Т     | -     | Пол Аризин^       | З/Ф     | США         | Филадельфия Уорриорз   | Вилланова         |
| 1     | 1     | Чак Шейр          | Ц       | США         | Бостон Селтикс         | Боулинг Грин      |
| 1     | 2     | Дон Рехфелдт      | Ф       | США         | Балтимор Буллетс       | Висконсин         |
| 1     | 3     | Боб Коузи^        | З       | США         | Три-Ситис Блэкхокс     | Холи Кросс        |
| 1     | 4     | Дик Шнитткер      | Ф       | США         | Вашингтон Кэпитолс     | Штата Огайо       |
| 1     | 5     | Ларри Фост*       | Ф/Ц     | США         | Чикаго Стэгс           | Ла Салль          |
| 1     | 6     | Ирвин Дэмброт#    | Ф       | США         | Нью-Йорк Никс          | Сити-колледж      |
| 1     | 7     | Джордж Ярдли^     | З/Ф     | США         | Форт-Уэйн Пистонс      | Стэнфорд          |
| 1     | 8     | Боб Лэвой         | Ф/Ц     | США         | Индианаполис Олимпианс | Западный Кентукки |
| 1     | 9     | Джо Макнэйми      | Ф/Ц     | США         | Рочестер Роялз         | Сан-Франциско     |
| 1     | 10    | Кевин О'Ши        | З       | США         | Миннеаполис Лейкерс    | Нотр-Дам          |
| 1     | 11    | Дон Лофгран       | Ф/Ц     | США         | Сиракьюс Нэшнлз        | Сан-Франциско     |
| 2     | 12    | Чак Купер         | Ф       | США         | Бостон Селтикс         | Дюкейн            |
| 2     | 13    | Джон Пилч         | Ф       | США         | Балтимор Буллетс       | Вайоминг          |
| 2     | 14    | Эд Далер          | Ф       | США         | Филадельфия Уорриорз   | Дюкейн            |
| 2     | 15    | Эд Гайда          | З/Ф     | США         | Три-Ситис Блэкхокс     | Штата Вашингтон   |
| 2     | 16    | Билл Шерман^      | З       | США         | Вашингтон Кэпитолс     | Южная Калифорния  |
| 2     | 17    | Уолли Остеркорн   | Ф/Ц     | США         | Чикаго Стэгс           | Иллинойс          |
| 2     | 18    | Херб Шерер        | Ц       | США         | Нью-Йорк Никс          | Лонг-Айленд       |
| 2     | 19    | Джим Райфи        | Ф       | США         | Форт-Уэйн Пистонс      | Тулейн            |
| 2     | 20    | Пол Унрух#        | Ф       | США         | Индианаполис Олимпианс | Брэдли            |
| 2     | 21    | Джордж Станич#    | З/Ф     | США         | Рочестер Роялз         | УКЛА              |
| 2     | 22    | Хэл Хэскинс#      | З/Ф     | США         | Миннеаполис Лейкерс    | Хэмлайн           |
| 2     | 23    | Джеральд Калабрис | З       | США         | Сиракьюс Нэшнлз        | Сент-Джонс        |